# Kanton Fumay
Kanton Fumay (fr. Canton de Fumay) byl francouzský kanton v departementu Ardensko v regionu Champagne-Ardenne. Tvořilo ho pět obcí. Zrušen byl po reformě kantonů 2014.

## Obce kantonu
- Fépin
- Fumay
- Hargnies
- Haybes
- Montigny-sur-Meuse